# Guajiquiro

Guajiquiro é um município de Honduras, localizado no departamento de La Paz.